# Edmund Strużanowski
Edmund Mieczysław Strużanowski (ur. 2 marca 1896 w Kurzanach, zm. 21 listopada 1993 w Krakowie) – polski wojskowy, kapitan piechoty, żołnierz Legionów Polskich, uczestnik wojny polsko-bolszewickiej i III powstania śląskiego, dwukrotny kawaler Orderu Virtuti Militari, po II wojnie światowej Komendant Główny Federacji Polskich Związków Obrońców Ojczyzny (1974-1993), Komendant Naczelny Związku Legionistów Piechoty (od 1993), w 1993 mianowany generałem brygady.

## Życiorys
Był synem Antoniego Strużanowskiego i Klotyldy z domu Bobowskiej. Uczęszczał do szkoły powszechnej i gimnazjum we Lwowie. Od maja 1913 był członkiem XX Drużyny Strzeleckiej. W sierpniu 1914 wstąpił do Legionów Polskich, służył w 13. kompanii III batalionu 3 Pułku Piechoty Legionów Polskich. Został ranny 27 października 1914. W stopniu kaprala, w lipcu 1916 walczył m.in. w bitwie pod Kostiuchnówką. W 1918 uczestniczył w bitwie pod Rarańczą, został wzięty do niewoli austriackiej i następnie wcielony do 15 Pułku Piechoty Austro-Węgier, uczestniczył w bitwie nad Piawą.
Po powrocie z frontu włoskiego, 14 listopada 1918 zgłosił się do Wojska Polskiego, walczył w obronie Lwowa. Po wejściu do miasta 5 Pułku Piechoty Legionów został żołnierzem tej jednostki, 29 grudnia 1918 został awansowany do stopnia plutonowego. W szeregach 5. Pułku walczył w wojnie polsko-bolszewickiej, został awansowany do stopnia podporucznika ze starszeństwem od 1 października 1919. Po zakończeniu działań wojennych pozostał w zawodowej służbie wojskowej. Walczył w III powstaniu śląskim, gdzie został ranny.
Następnie służył ponownie w 5 Pułku Piechoty Legionów, w 1923 został awansowany do stopnia porucznika, a ze starszeństwem od 1 czerwca 1925 do stopnia kapitana. W 1924 zdał egzamin maturalny w Wilnie i rozpoczął studia historyczne na Uniwersytecie Stefana Batorego. Od 1928 był wykładowcą historii i języka polskiego w Batalionie Podchorążych Rezerwy Piechoty w Rawie Ruskiej. Od 1929 służył w 1 Pułku Piechoty Legionów. W 1930 został przydzielony do Brygady KOP „Wilno” jako I oficer sztabu, następnie dowodził m.in. kompanią graniczna KOP „Druja” i kompanią graniczna KOP „Rykonty”, służył także w Batalionie KOP „Troki”. Następnie został przeniesiony do 21 Pułku Piechoty Od 1936 pracował w Biurze Personalnym Ministerstwa Spraw Wojskowych i od 1938 w Dowództwie Obrony Przeciwlotniczej Ministerstwa Spraw Wojskowych, gdzie był kierownikiem referatu przeciwpożarowego.
Po wybuchu II wojny światowej jako oficer inspekcyjny wyjechał do Dowództwa Obrony Przeciwlotniczej Lublina, tam został ranny w wyniku nalotu niemieckiego. Został przewieziony na wschód, po wkroczeniu wojsk sowieckich znalazł się w obozie w Terespolu, skąd uciekł i przedostał się na Węgry. Na Węgrzech został internowany. Powrócił do Polski w 1945 i zamieszkał w Krakowie. Początkowo z uwagi na przeszłość legionową nie mógł znaleźć pracy, wyjechał do Olsztyna, gdzie pracował przy organizacji przemysłu. Ostatecznie powrócił do Krakowa, w 1969 przeszedł na emeryturę.
W okresie krakowskim zaangażował się w działalność środowiska byłych legionistów, zgrupowanych wokół Józefa Herzoga. W latach 1974–1993 był Komendantem Głównym Federacji Polskich Związków Obrońców Ojczyzny, która w okresie PRL działała nielegalnie. Był członkiem Komitetu Opieki nad Kopcem Józefa Piłsudskiego powstałego w 1980. 1 czerwca 1993 został Komendantem Związku Legionistów Polskich. 11 listopada 1993 został awansowany do stopnia generała brygady. 
Zmarł 23 listopada 1993 i został pochowany na cmentarzu Rakowickim.

## Życie prywatne
W 1926 poślubił Janinę Kunigiel, z którą miał dwoje dzieci: Hannę (ur. 1931) i Jerzego (ur. 1932).

## Odznaczenia i ordery
- Krzyż Srebrny Orderu Wojskowego Virtuti Militari nr 7404 – 17 maja 1922[10][2][11]
- Krzyż Srebrny Orderu Wojskowego Virtuti Militari – 1923[1]
- Krzyż Komandorski z Gwiazdą Orderu Odrodzenia Polski – 1992[1]
- Krzyż Niepodległości – 9 listopada 1932 „za pracę w dziele odzyskania niepodległości”[12][4][13]
- Krzyż Kawalerski Orderu Odrodzenia Polski – 1936[1]
- Krzyż Walecznych – siedmiokrotnie[1]
- Srebrny Krzyż Zasługi[14]
- Krzyż na Śląskiej Wstędze Waleczności i Zasługi[1]
- Krzyż za udział w Wojnie 1918–1921[1]